# Kuchňa
Kuchňa (v ruském originále Кухня) je ruský komediální televizní seriál, v produkci společností Yellow, Black and White a KeyStone Production na objednávku ruské televizní stanice STS. Seriál pojednává o různých komediálních a dramatických situacích, ke kterým dochází v kolektivu elitní francouzské restaurace „Claude Monet“, a od 5. série rovněž v kolektivu restaurace „Victor“.

## Děj
Maxim Lavrov je talentovaný kuchař. Jeho snem je stát se slavným šéfkuchařem, a proto se po absolvování střední školy gastronomie v rodném městě Voroněž a po ukončení vojenské služby vydává „dobýt“ Moskvu.
Tam se mu velice daří – přijali ho do nejlepší moskevské restaurace, která patří hvězdě showbyznysu Dmitriji Nagijevovi.
Hlavní děj se postupně rozvíjí napříč celým seriálem, ale v rámci každé řady se ukončí přibližně tři podobně závažné dějové linie, které se mezi sebou mohou prolínat. Na začátku a na konci epizody obvykle zaznívají Maximovy myšlenky (nebo v případě jeho nepřítomnosti myšlenky jiných postav), včetně filozofických výroků komentujících vyústění událostí.

## Hlavní role
• Dmitrij Nazarov jako Viktor Petrovič Barinov, šéfkuchař francouzské restaurace Claude Monet v Moskvě (do 61. ep.), zástupce šéfkuchaře, kuchař, a současně šéfkuchař italské restaurace Arcobaleno v Moskvě (63. – 79. epizoda), šéfkuchař francouzské restaurace Victor v Moskvě (81. – 120. ep.). Viktor Petrovič žil dlouhou dobu v Paříži. Má opravdu mizernou povahu. Je závislý na alkoholu a hazardních hrách. Také je vášnivým fanouškem fotbalového mužstva Spartak. Často sází, což většinou končí jeho prohrou, a proto je pořád zadlužený. Ve 29. epizodě prodělává menší mozkovou mrtvici. Je třikrát rozvedený, z manželství má starší dceru Káťu a mladší Alisu. Schází se s Jelenou Sokolovou – šéfkuchařkou restaurace Arcobaleno, kterou v 92. epizodě požádá o ruku a ve 119. epizodě se s ní ožení.
V 61. epizodě je propuštěn z restaurace Claude Monet za veřejnou kritiku Nagijeva, která se dostala do televizního přenosu. V 80. díle se účastní Nagijevovy TV show, jelikož se chce stát šéfkuchařem restaurace Claude Monet, ale bohužel neuspěje (v odborné porotě totiž sedí nemilosrdný Herman Land). V 81. epizodě si společně se svým kuchařským týmem otevírá restauraci Victor. V dílech 117 a 118 se po srdečním záchvatu ocitá v kómatu. Ve 119. epizodě se po léčbě v Německu vrací do restaurace. Ve 120. části se mu podaří pro restauraci Victor získat michelinskou hvězdu. (1. – 6. série)
• Mark Bogatyrjov jako Maxim Leonidovič Lavrov, kuchař restaurace Claude Monet (1. – 39., 48. – 72. ep.). Nějakou dobu pracuje jako číšník (40. – 48. ep), zástupce šéfkuchaře (38. a 65. ep.) a kuchař restaurace Victor (87. – 100. ep.). Od sté epizody působí jako šéfkuchař restaurace Claude Monet. Do Moskvy přijíždí z Voroněže. Maxim je docela charismatický muž, který si lehce získává náklonnost žen. Je vynalézavý a důvtipný, ale také bezstarostný a lehkomyslný, kvůli čemuž se často ocitá v problémových situacích. Schází se s Vikou (12. – 20. ep.), dokud ji v opilosti nepodvede se servírkou Sašou (22. – 37. ep.). Poté se schází se Sašou (22. – 37. ep.), až dokud se neobjeví Ilja, její bývalý partner.
Ve třetí řadě Maxim znovu bojuje o Sašinu přízeň, nehledě na přítomnost soka – Dmitrije Nagijeva. Určitou dobu cítí opětované sympatie ke Kátě, ale rozhodne se usilovat o Viku, a v celovečerním filmu „Kuchyně v Paříži“ se s ní ožení. V 72. části ho Vika kvůli jeho údajné nevěře se Sašou vyhání z domu, a tak Max odjíždí ke kamarádovi do Petrohradu.
V 84. díle se Max vrací do Moskvy, protože zjistí, že je Vika těhotná. V 92. díle se s ní na její žádost rozvádí a v 97. díle se jim narodí dcera Jevgenija. Ve sté části se s Vikou usmíří a stává se šéfkuchařem restaurace Claude Monet, čímž dosáhne svého celoživotního snu. (1. – 5. série)
• Jelena Podkamiskaja jako Viktorija Sergejevna Gončarova, manažerka restaurace Claude Monet (do 55. ep., poté od 57. do 80. ep., a od 100. ep.) a restaurace Victor (81.–100. ep.). Jelena přijíždí do Moskvy z Kaliningradu. Je to sebevědomá, nezávislá žena a talentovaná šéfka. V celovečerním filmu „Kuchyně v Paříži“ se vdává za Maxima. V 72. díle se jejich vztah najednou naruší – vyhání Maxe z domu, protože ho zahlédne, jak se líbá se Sašou. V 80. části zjišťuje, že je těhotná, ale nechce mu to říct. V 86. části podává žádost o rozvod s tím, že to zvládne bez něj. V 92. díle se rozvádějí a v 97. díle Eleně narodí dcerka Jevgenija. Ve sté epizodě Maximovi odpouští a začínají společně pracovat v restauraci Claude Monet. (1.–6. série).
• Dmitrij Nagijev, cameo (tzn. krátké účinkování známé osobnosti ve filmu, seriálu, atp.) , majitel restaurace Claude Monet (do 20. ep., od 30. do 57. ep. a od 60. ep), spolumajitel boutique hotelu Eleon (101.–108. ep.). Nagijev je úspěšný herec, šoumen a záletník. Do 44. dílu je ženatý s Kristinou, v dílech 46–53 je platonicky zamilovaný do Viky, což ale nemá dlouhého trvání. V 61. epizodě vyhazuje z restaurace Barinova, protože ho veřejně zkritizoval v televizi. V 80. části se koná show, kde si Nagijev vybírá šéfkuchaře do své restauraci. Tím, že si vybere Oksanu Smirnovu zároveň zpřetrhá vztahy s Barinovem. V 99. epizodě se snaží přátelství s Viktorem Petrovičem obnovit a chce ho vzít zpět do restaurace, ale ten to odmítá. Na doporučení Barinova Dmitrij ve sté epizodě povýšil Maxima na šéfkuchaře restaurace Claude Monet. V 97. díle se Dmitrij setkává s Eleonorou Andrejevnou, ve stém díle ji žádá o ruku a ve 101. díle se s ní ožení, čímž se následně stává spoluvlastníkem boutique hotelu Eleon. Přímo na svatbě Eleonoru podvádí se svou bývalou ženou Kristinou, a když je ve 108. části Eleonora přistihne napůl svlečené, podává žádost o rozvod. Ve 110. části Eleonora Dmitrije veřejně zesměšní. (1.–6. série)
• Viktor Choriňak jako Konstantin Konstantinovič Anisimov, barman (do 80. ep.) a someliér (71.–80. ep.) restaurace Claude Monet, dále barman a someliér restaurace Victor (od 81. ep.). Kosťa je nejlepší kamarád Maxe. Do Moskvy přijíždí z Krasnojarsku. Má velice milou dobrosrdečnou povahu, neumí lhát, a už vůbec ne Nastě. Navzdory svému přitažlivému zevnějšku má problémy v komunikaci se ženami. V 60. díle si bere servírku Nasťu, a později se jim narodí syn Stěpan. Jeho biologický otec odešel, ještě když byl malý, a proto mezi sebou dlouhou dobu neměli dobré vztahy. Konstantinova otce nachází ve 105. díle Nasťa. (1. – 6. série)
• Olga Kuzmina jako Nasťa – Anastasija Stěpanovna Fomina, servírka restaurace Claude Monet (do 80. ep.) a restaurace Victor (od 81. ep.). Nasťa je vegetariánka (maso snědla ve 42 ep. kvůli těhotenskému stresu, a taktéž ve 103. a 108. ep., aby dokázala Kosťovi a svému otci, že někdy je možné vzdát se svých zásad kvůli svým blízkým) a ochránkyně práv zvířat a práv bezdomovců. Je to trochu naivní a přecitlivělá romantička. Nasťa přijíždí do Moskvy z Podolsku. V 60. díle se vdává za barmana Kosťu, poté se jim narodí syn Stěpan. (1. – 6. série)
• Sergej Jepišev jako Lev Semjonovič Solovjov, sous chef (zástupce šéfkuchaře) restaurace Claude Monet (do 64. ep.), zástupce šéfkuchaře restaurace Arcobaleno (64.–80. ep.), zástupce šéfkuchaře restaurace Victor (81.–119. ep). Lev Semjonovič je pravá ruka a dobrý přítel Viktora Petroviče, žije se svou matkou, trpí koktáním. V 89. části se zamiluje do neteře Ajnury, Gulnary, a od sté epizody se s ní začíná scházet. Ve 110. části odmítá nabídku Viktora Petroviče, aby se stal šéfkuchařem restaurace Victor a letí za Gulou do Biškeku. (1.–6. série)
• Sergej Lavygin jako Arsenij Andrejevič Čuganin, řadový kuchař restaurace Claude Monet (do 80. ep.), řadový kuchař restaurace Victor (od 81. ep.), specializuje se na přípravu masa. Rád krade potraviny z kuchyně a vtipkuje se spolupracovníky. Do Moskvy přijíždí ze Smolensku. Začínal pracovat jako kuchař v závodní jídelně. Má nejlepšího kamaráda Feďu a ženu Marinu, kterou miluje, ale zároveň z ní má respekt. (1.–6. série)
• Michail Tarabukin jako Fjodor Michajlovič Jurčenko, řadový kuchař restaurace Claude Monet (do 80. ep.), řadový kuchař restaurace Victor (od 81. ep.), specializuje se na přípravu ryb. Podle padělaných dokladů je občanem Moldavska. Dlouhou dobu lže, že je bývalý vojenský lodní kuchař, ačkoliv ve skutečnosti trpí mořskou nemocí. Jeho nejlepším kamarádem je Seňa, se kterým společně tvoří v kuchyni sehrané duo. (1.–6. série)
• Nikita Tarasov jako Lui Benua, francouzský cukrář restaurace Claude Monet (do 80. ep.), cukrář restaurace Victor (od 81 ep.). Lui přijíždí do Moskvy z Provence (Francie). Neskrývá svou homosexuální orientaci, miluje tlachání po telefonu, a zároveň se taky často hádá se svým miláčkem z Francie. Ve 116. části se s ním rozchází a stráví noc s dívkou. (1. – 6. série)
• Marina Mogilevskaja jako Jelena Pavlovna Sokolova, šéfkuchařka italské restaurace Arcobaleno v Moskvě (do 68. ep a od 79. ep.), spisovatelka (od 102. ep.) a food kritička (od 105. ep.). Jelena je Moskvanka, dlouhou dobu žila a pracovala v Indii. Má syna Vasilije. Schází se s Viktorem Petrovičem Barinovem, který ji v 92. díle požádá o ruku, ale ona si ho nemůže vzít hned, protože se zrovna rozvádí s bývalým mužem. Viktora Petroviče si bere za muže až ve 119. části. (1. – 6. série)
• Valerija Fjodorovič jako Káťa – Jekatěrina Viktorovna Semjonova, dcera Viktora Barinova a Eleonory Galinove. Káťa je kuchařka molekulární kuchyně (41. – 44. ep.), poté zástupkyně šéfkuchaře molekulární kuchyně restaurace Claude Monet (45. – 59. ep.), zástupkyně šéfkuchaře restaurace Claude Monet (73. – 80. ep.) a zástupkyně molekulární kuchyně restaurace Victor (od 81. ep.). Káťa přijíždí po studiích ve Francii jako specialistka na molekulární kuchyni. Její otec ji odmítá přijmout k sobě do kuchyně, ale nakonec ji přijímá Dmitrij Nagijev. Káťa byla vyloučena z kuchařské akademie v Paříži a dlouhou dobu to otci tajila. Nakonec byla její lež odhalena, ale zůstala bez vážnějších následků. Káťa byla zamilovaná do Maxe, se kterým udržuje přátelské vztahy. Od 77. do 84. epizody se vídá s Denisem, který se s ní nakonec rozchází. V 99. a 100. části se schází s Nikitou. V šesté sérii se snaží mezi nimi dvěma vybrat. Ve 113. části přijala Nikitovu žádost o ruku, avšak ve 119. části utíká ze svatby, protože miluje Denise, a takovým jednáním se nakonec rozhoduje pro něj. Ve 120. díle Káťa zjišťuje, že čeká Denisovo dítě. (3. – 6. série)

## Vývoj
Seriál se začal natáčet v červenci 2012. Je to nejdražší ruský sitkom – cena jedné epizody je 200 tisíc dolarů (celkem stálo natočení prvních 40 plánovaných epizod 8 milionů dolarů, přičemž zakoupení práv jen na jednu píseň Beyonce tvořilo 1 milion rublů. Soundtrack pro seriál nazpívala mj. také Beyonce). Premiéra seriálu se uskutečnila 22. října 2012 na televizní stanici STS ve 21:00 hod.
Prvního listopadu 2012 se začalo natáčet 20 epizod 2. řady seriálu, které se na televizních obrazovkách objevily 25. března 2013. V červenci 2013 se začala natáčet 3. řada seriálu, a od 6. září 2013 do 18. února 2014 zároveň probíhalo natáčení celovečerního filmu „Kuchyně v Paříži“. Třetí řada byla na televizní obrazovky uvedena 3. března 2014, a 1. května téhož roku se konala premiéra celovečerního filmu.
2. března 2014 vyšel dokumentární film „Kuchyň Kuchyně“ (film o filmu). Na konci dubna 2014 se začala natáčet 4. řada seriálu, jež byla odvysílána 13. října téhož roku. 5. řada se natáčela v období od 26. ledna do 30. dubna 2015. Premiéra této řady proběhla 7. září 2015.
Šestá, a zároveň poslední série se natáčela v období od 23. června do 15. října 2015, a na televizních obrazovkách se objevila 29. února 2016. Seriál byl oficiálně ukončen 15. října 2015. Poté, co se fanoušci dozvěděli, že jejich seriál končí, založili webovou stránku na podporu obnovení natáčení dalších dílů. Do ledna 2016 stránku podpořilo více než milion lidí. Ukončení seriálu souvisí se završením dějových linií hlavních hrdinů.
27. května 2014 začalo natáčení nového celovečerního filmu s názvem „Kuchyně. Poslední bitva“. V červnu 2015 začaly přípravy natáčení, které probíhalo od 17. září 2016 do února 2017. Premiéra filmu v kinech byla 20. dubna 2017.
„Hotel Eleon“ – spin-off seriálu, se točil v období od 4. července do 23. září 2016. Poprvé se na televizní stanici STS objevil 28. listopadu téhož roku. Spin-off režíroval Anton Fedotov, který se taktéž ujal posledních třech řad seriálu „Kuchyně“. Ve spin-offu vystupují některé postavy z „Kuchyně“ (například Senja a Marina, Kosťa a Nasťa, Michail Džekovič, Eleonora Andrejevna, Kristina, Nikita, a také řada vedlejších postav. Ve druhé řadě seriálu se v epizodních rolích objevili Lui Benua, Jekatěrina Semjonova, Rodion Sergejevič a Ajnura Kenensarova).

## Sledovanost seriálu v Rusku
Seriál velice úspěšně odstartoval na televizních obrazovkách kanálu STS. Divácká sledovanost prvních dvou sérií seriálu v Rusku byla v průměru 16,6 % u diváků ve věku 6–54 let a 20,1 % u diváků ve věku 10–45 let.
V Moskvě dosáhla divácká sledovanost prvních tří sérií 17,4 % a 20,6 %. Tato procenta dostala stanici STS mezi lídry ve sledovacím čase od 21:00 do 21:30 hod. STS tak překonala ruské stanice „První kanál“, NTV, TNT a „Rusko 1“. Průměrná sledovanost u diváků ve věku 6–54 let se zvýšila přibližně o 6 % – z 10,6 % na 16,6 %.
Pátá řada seriálu dosáhla nejlepších výsledků ve svém sledovacím čase. V rámci Moskvy a celého Ruska dosáhla tato řada u diváků ve věku 10–45 let podílu sledovanosti ve výši 27,4 % a 20,8 %, a hodnocení ve výši 7,9 % a 5,5 %. Tím se tato řada stala nejúspěšnější za celou dobu existence projektu.
Finálová šestá řada seriálu dostala stanici STS mezi nejsledovanější stanice televizních obrazovek v Moskvě. Průměrná sledovanost posledních čtyř epizod byla 19,7 %.